# Diane Johnstone
Diane L. Johnstone (* in Fairfield County, Connecticut als Diane L. Daniel) ist eine US-amerikanisch-kanadische Schauspielerin.

## Leben
Johnstone wurde im Fairfield County im US-Bundesstaat Connecticut geboren. Später zog sie nach Toronto in Kanada und erhielt die doppelte Staatsbürgerschaft. Seit 2002 ist sie regelmäßig in Film- und Serienproduktionen zu sehen. Ab den 2010er Jahren erhielt sie Episodenrollen in verschiedenen US-amerikanischen und kanadischen Fernsehserien wie The Listener – Hellhörig, Hannibal, Warehouse 13, Man Seeking Woman oder Taken – Die Zeit ist dein Feind. 2019 erhielt sie Rollen in den beiden Fernsehfilmen Weihnachten in White Deer und From Friend to Fiancé. 2020 stellte sie die wiederkehrende Rolle der Gran Chyra in fünf Episoden der Fernsehserie Utopia Falls dar. 2022 spielte sie in insgesamt sechs Episoden der Fernsehserie Memorial Hospital – Die Tage nach Hurrikan Katrina als Wilda McManus mit. Seit 2023 stellt sie die Rolle der Lucy in der Fernsehserie Chucky dar. 2024 mimte sie im Katastrophenfernsehfilm Super Icyclone eine Klimatologin.

## Filmografie (Auswahl)
- 2002: The Rev
- 2003: Doc (Fernsehserie, Episode 4x04)
- 2011: The Listener – Hellhörig (The Listener, Fernsehserie, Episode 2x09)
- 2013: Hannibal (Fernsehserie, Episode 1x02)
- 2014: Saving Hope (Fernsehserie, Episode 2x11)
- 2014: Warehouse 13 (Fernsehserie, Episode 5x01)
- 2015: 12 Monkeys (Fernsehserie, Episode 1x06)
- 2016: Man Seeking Woman (Fernsehserie, Episode 2x05)
- 2017: Salvation (Fernsehserie, Episode 1x01)
- 2018: Taken – Die Zeit ist dein Feind (Taken, Fernsehserie, Episode 2x11)
- 2018: Weihnachten in White Deer (Christmas in Love, Fernsehfilm)
- 2019: From Friend to Fiancé (Fernsehfilm)
- 2019: Desperate Church Wives, the short (Kurzfilm)
- 2019: The Handmaid’s Tale – Der Report der Magd (The Handmaid’s Tale, Fernsehserie, Episode 3x11)
- 2019: Home for Harvest (Fernsehfilm)
- 2019: Snowbound for Christmas (Fernsehfilm)
- 2020: Utopia Falls (Fernsehserie, 5 Episoden)
- 2020: Bright Eyes (Kurzfilm)
- 2020: Diggstown (Fernsehserie, Episode 2x05)
- 2020: Mrs. America (Fernsehserie, Episode 1x04)
- 2020: Obdurate (Kurzfilm)
- 2021: Color of Love (Fernsehfilm)
- 2021: The Clue to Love (Fernsehfilm)
- 2021: The Desperate Hour (Lakewood)
- 2021: Sort Of (Fernsehserie, Episode 1x05)
- 2022: The Kings of Napa (Fernsehserie, Episode 1x05)
- 2022: The Last Mark
- 2022: The Kids in the Hall (Fernsehserie, Episode 1x07)
- 2022: Memorial Hospital – Die Tage nach Hurrikan Katrina (Five Days at Memorial, Fernsehserie, 6 Episoden)
- 2022: Pattern
- 2022: Picture Perfect Romance (Fernsehfilm)
- 2022: Guillermo del Toro’s Cabinet of Curiosities (Fernsehserie, Episode 1x06)
- 2023: Giving Hope: The Ni'cola Mitchell Story (Fernsehfilm)
- 2023: Tête à Tête (Kurzfilm)
- 2023: Murdoch Mysteries – Auf den Spuren mysteriöser Mordfälle (Murdoch Mysteries, Fernsehserie, Episode 17x09)
- 2023: A Not So Royal Christmas (Fernsehfilm)
- 2023–2024: Chucky (Fernsehserie, 3 Episoden)
- 2024: Abducted Off the Street: The Carlesha Gaither Story
- 2024: Super Icyclone (Fernsehfilm)
- 2024: Beacon 23 (Fernsehserie, Episode 2x06)
- 2024: My Dreams of You (Fernsehfilm)

## Theater (Auswahl)
- 2008: Bourgee-Bush Woman, London Fringe
- 2009: Church Street, walk the talk, Regie: Glen Gasto, Toronto Fringe
- 2010: Sex Drugs & the Holy Ghost, Regie: Winnie Wong, Toronto Fringe
- 2011: Desperate Church Wives, Regie: Laura A. Harris, Toronto Fringe
- 2012: Desperate Church Wives, Hamilton Fringe
- Harriett Tubman, Playbill Theatre Productions
- Da Kink in My Hair, Plaitform Entertainment
- …Easy Bake Oven, Madrigal Theatre
- The Children’s Hour, Mortar Theatre Unlimited
- Christmas Carole
- Come Back to the Five & Dime Juanita, Theatre Unlimited
- A Cradle of Sparrows Doll, Acme Theatre Company
- Mill Fire A Widow, Acme Theatre Company